# Copiotettix
Copiotettix is een geslacht van rechtvleugeligen uit de familie veldsprinkhanen (Acrididae). De wetenschappelijke naam van dit geslacht is voor het eerst geldig gepubliceerd in 1984 door Descamps.

## Soorten
Het geslacht Copiotettix omvat de volgende soorten:
- Copiotettix megacephala Descamps, 1984
- Copiotettix venezuelae Descamps, 1984